# Eudigonidae
Eudigonidae är en familj av mångfotingar. Eudigonidae ingår i ordningen vinterdubbelfotingar, klassen dubbelfotingar, fylumet leddjur och riket djur. Enligt Catalogue of Life omfattar familjen Eudigonidae 2 arter. 
Kladogram enligt Catalogue of Life:
| Eudigonidae | \| \| Ancudia \| \| \| \| \| \| Eudigona \| \| \| \| |
|             | \| \| Ancudia \| \| \| \| \| \| Eudigona \| \| \| \| |
|             | Ancudia                                              |
|             |                                                      |
|             | Eudigona                                             |
|             |                                                      |